# Leo Barnhorst
Leo A. "Barney" Barnhorst (nacido el 11 de mayo de 1924 en Indianápolis, Indiana y fallecido en la misma ciudad el 25 de agosto de 2000) fue un jugador de baloncesto estadounidense que disputó cinco temporadas de la NBA en los años 50. Fue dos veces All Star.

## Trayectoria deportiva

### Universidad
Jugó durante cuatro temporadas, entre 1946 y 1949 con los Fighting Irish de la Universidad de Notre Dame, los tres últimos como titular, en los que el equipo obtuvo un balance de 54 victorias y 18 derrotas. Fue elegido All-American en su temporada sénior, cuando lideró al equipo con 290 puntos, quedándose a tan sólo 2 de batir el entonces récord de puntos de los Irish', logrado por Johnny Moir (780 puntos, 1936-38). LLegó a jugar en 1949 el All-Star universitario.

### Profesional
Fue elegido en la segunda ronda del Draft de la BAA de 1949 por Indianapolis Olympians, pero en lugar de fichar por este equipo, decidió unirse a los Harlem Globetrotters en su gira europea de ese año. Al regreso, fichó por Chicago Stags, donde jugó una única temporada, promediando 6,5 puntos y 2,1 asistencias por partido. Al año siguiente firmó por el equipo de su ciudad, los Olympians, donde tras una temporada de asentamiento en el equipo, en la 1951-52 se hizo con las riendas del equipo, quedando como segundo mejor anotador y mejor pasador, siendo elegido para disputar su primer All Star Game, en el que anotó 14 puntos en 23 minutos de juego, siendo el segundo máximo anotador del Oeste por detrás de George Mikan.
Al año siguiente se convirtió en el máximo anotador de su equipo, promediando 13,6 puntos, volviendo a disputar de nuevo el All-Star. En la temporada 1953-54 fue traspasado a Fort Wayne Pistons, siendo de nuevo traspasado a mitad de la misma a Baltimore Bullets, donde se retiraría al final de la temporada. En el total de su trayectoria profesional promedió 9,4 puntos, 5,4 rebotes y 3,2 asistencias.

## Estadísticas en la NBA

### Temporada regular
| Año      | Equipo       | PJ  | MPP  | %TC  | %TL  | RPP | APP | PPP  |
| -------- | ------------ | --- | ---- | ---- | ---- | --- | --- | ---- |
| 1949–50  | Chicago      | 67  | –    | .349 | .698 | –   | 2.1 | 6.5  |
| 1950–51  | Indianapolis | 68  | –    | .346 | .689 | 4.4 | 3.2 | 8.0  |
| 1951–52  | Indianapolis | 66  | 35.5 | .389 | .629 | 6.5 | 3.9 | 12.4 |
| 1952–53  | Indianapolis | 71  | 40.4 | .389 | .727 | 6.8 | 3.9 | 13.6 |
| 1953–54  | Baltimore    | 55  | 34.2 | .352 | .707 | 4.7 | 3.9 | 7.9  |
| 1953–54  | Fort Wayne   | 17  | 10.9 | .211 | .833 | 2.2 | .7  | 1.7  |
| Total    | Total        | 344 | 34.8 | .368 | .665 | 5.4 | 3.2 | 9.4  |
| All-Star | All-Star     | 2   | 18.0 | .444 | .000 | 2.5 | 1.5 | 8.0  |

### Playoffs
| Año   | Equipo       | PJ | MPP  | %TC  | %TL   | RPP  | APP | PPP  |
| ----- | ------------ | -- | ---- | ---- | ----- | ---- | --- | ---- |
| 1950  | Chicago      | 2  | –    | .320 | 1.000 | –    | 2.0 | 11.0 |
| 1951  | Indianapolis | 3  | –    | .371 | .800  | 3.0  | 4.0 | 11.3 |
| 1952  | Indianapolis | 2  | 42.5 | .412 | .429  | 4.5  | 4.0 | 15.5 |
| 1953  | Indianapolis | 2  | 39.5 | .364 | .667  | 11.0 | 2.5 | 15.0 |
| 1954  | Fort Wayne   | 4  | 15.0 | .526 | .600  | 1.3  | 1.5 | 5.8  |
| Total | Total        | 13 | 28.0 | .390 | .703  | 4.1  | 2.7 | 10.8 |

## Vida posterior
Nada más dejar el baloncesto profesional, se convirtió en vendedor de seguros para la compañía American United Life. Estuvo casado con su mjuer, Shirley durante 49 años y medio. En 1987 le fue diagnosticado un linfoma, enfermedad contra la que luchó durante 13 años, falleciendo en el 2000 a los 76 años de edad.
En 1980 fue incluido en el Salón de la Fama del estado de Indiana.